# Mahnomen (Minnesota, Mahnomen megye)
Mahnomen település az Amerikai Egyesült Államok Minnesota államában, Mahnomen megyében, melynek megyeszékhelye is. Lakosainak száma 1240 fő (2020. április 1.).

## Népesség
A település népességének változása:

| 2010 | 1 214 |
| 2020 | 1 240 |